# Pacea de la Passau
Pacea de la Passau a fost încheiată la 2 august 1552 între regele Ferdinand I al Sfântului Imperiu Roman și principii protestanți sub conducerea lui Mauriciu de Saxonia. Împăratul Carol Quintul a ratificat înțelegerea în data de 15 august 1552. Acordul a recunoscut dreptul de existență a protestantismului și a deschis drumul spre Pacea Religioasă de la Augsburg din 1555. 

## Contextul
Împăratul Carol al V-lea a obținut o victorie împotriva forțelor protestante în Războiul Schmalkaldic din 1547. Mulți principi protestanți au fost nemulțumiți de termenii religioși ai Interimatului de la Augsburg, termeni impuși după această victorie. În ianuarie 1552, conduși de Mauriciu (Moritz) de Saxonia, au format o alianță cu Henric al II-lea al Franței încheind Tratatul de la Chambord. În schimbul finanțării și asistenței franceze, protestanții au promis coroanei Franței teritorii din vestul Germaniei. Carol al V-lea a fost alungat din Germania în Austria, la Innsbruck, de către alianța protestantă, în timp ce Franța a ocupat cele trei episcopate de dincolo de Rin: Metz, Verdun și Toul.
În luna august 1552, obosit de trei decenii de război civil religios, Carol al V-lea a garantat libertățile religioase luterane în Pacea de la Passau. Punerea în aplicare a Interimatului de la Augsburg a fost anulată. Prinții protestanți, luați prizonieri în timpul Războiului Schmalkaldic, precum Johann Friedrich I de Saxonia și Filip I de Hessa, au fost eliberați. 
Precursoare a Păcii de la Augsburg din septembrie 1555, Pacea de la Passau a pus capăt încercării lui Carol al V-lea de-a lungul întregii sale vieți de a realiza unitatea religioasă a Europei.